# Rhododendron seniavinii
Rhododendron seniavinii är en ljungväxtart som beskrevs av Carl Maximowicz. Rhododendron seniavinii ingår i släktet rododendron, och familjen ljungväxter. Utöver nominatformen finns också underarten R. s. shangyounicum.